# Hannivți, Halîci
Hannivți (în ucraineană Ганнівці) este un sat în comuna Bliudnîkî din raionul Halîci, regiunea Ivano-Frankivsk, Ucraina.

## Demografie
Componența lingvistică a localității Hannivți
     Ucraineană (99,38%)
     Alte limbi (0,62%)
Conform recensământului din 2001, majoritatea populației localității Hannivți era vorbitoare de ucraineană (99,38%), existând în minoritate și vorbitori de alte limbi.